# Albrecht Penck
Albrecht Penck (25. září 1858, Lipsko – 7. března 1945, Praha) byl německý geolog, geograf a klimatolog. V letech 1885–1906 působil jako profesor na Vídeňské univrezitě, v letech 1906–1927 pak na Humboldtově univerzitě v Berlíně. Zde byl rovněž ředitelem Ústavu a muzea oceánografie. V roce 1886 se oženil se sestrou spisovatele Ludwiga Ganghofera. Jejich syn Walther Penck se stal rovněž významným geologem. S Eduardem Brucknerem vydali roku 1909 slavnou práci Die Alpen im Eiszeitalter (Alpy v době ledové), kde rozdělili pleistocén na čtyři doby ledové podle zalednění Alp (Gunz, Mindel, Riss, Würm), přičemž jejich názvy byly zvoleny podle říčních údolí, jež byly podle představitelů glaciální teorie produktem pohybu ledovců. Kromě geologie se Penck věnoval i geopolitice, ze silně nacionalistických a expanzionistických pozic. Jeho teorie o tom, že německý národ potřebuje zabrat a kolonizovat území na východ od svých hranic, silně ovlivnila nacismus.